# Атрато (1853)
«Атрато» (англ. RMS Atrato) — британский пароход. Построен в 1853 году для Royal Mail Steam Packet Company (RMSP) как колёсный пароход и на момент спуска на воду стал самым большим пассажирским судном в мире. В 1870 году RMSP отдала «Атрато» в качестве оплаты за новое судно, и он потерял статус королевского почтового судна. В 1872 году на пароходе был установлен винт вместо колёс. Он начал работу на компанию Aberdeen Line на маршрутах в австралийский штат Виктория и Новую Зеландию. В 1880 году пароход был переименован в «Рочестер», а четыре года спустя, в 1884 году, наскочил на скалу и затонул.

## «Демерара» и «Амазон»
К 1850 году RMSP заключила свой первый контракт на перевозку почты между Великобританией, Бразилией и Ла-Платой. Компания заказала пять однотипных судов с деревянным корпусом, чтобы поставить их на регулярные рейсы на главном направлении из Саутгемптона на Карибы, тем самым освободив более старые суда для исполнения нового контракта на маршрутах в Рио-де-Жанейро, Монтевидео и Буэнос-Айрес.
Одно из новых судов, «Демерара» (англ. Demerara), было построено в Бристоле компанией Уильяма Паттерсона, а двигательную установку изготовила Caird &amp; Company из Гринока. После спуска на воду в ноябре 1851 года «Демерару» буксировали из Бристоля в Гринок для установки машин. Но капитану буксира не хватило опыта вождения по Эйвону, и судно перегородило реку, упёршись в берега. Когда начался отлив, корпус судна под действием остававшихся в машинном отделении 1200 тонн балласта деформировался.
RMSP отказалась принимать повреждённое судно, что фактически соответствовало «конструктивной гибели» в современных терминах морского страхования. В результате RMSP не хватало одного корабля из пяти, предназначенных для главной линии, и остался двигатель в Гриноке, для которого не было корабля.
До 1851 года Адмиралтейство настаивало, чтобы корабли для почтовых контрактов имели деревянный корпус. Однако через два месяца после потери «Демерары» в Бискайском заливе во время своего первого рейса загорелся и затонул пароход «Амазон» (англ. RMS Amazon), ещё один из новой пятёрки. Более 100 пассажиров и членов экипажа погибли, и Адмиралтейство согласилось на использование судов с железным корпусом.

## «Атрато» на почтовой службе
Для восполнения утрат RMSP заказала постройку нового корабля с железным корпусом с установкой на него имевшейся двигательной установки «Демерары». По конструкции это была улучшенная и увеличенная версией «Демерары». Двигательная установка представляла собой двухцилиндровую паровую машину с боковым рычагом, развивавшую мощность 800 л. с. и приводившую в движение два колеса по бокам корпуса. Судно развивало скорость 10 узлов (19 км/ч). По неустановленной причине Caird & Company отказалась от котлов «Демерары» и установила на «Атрато» новые.
Пароход был построен в 1853 году и выведен на маршрут Саутгемптон — Карибы. В апреле 1856 года он и два других корабля RMSP, «Ла-Плата» и «Тей», участвовали в Спитхедском параде, посвящённом окончанию Крымской войны.
К 1869 году «Атрато» перестал удовлетворять требованиям RMSP. На замену ему компания Джона Элдера из Гована построила новый пароход «Эльба». В 1870 году «Атрато» был передан Элдеру в качестве частичной оплаты контракта.

## Дальнейшая служба
В конце 1870 года пароход «Атрато» купила John Morrison and Company из Лондона. В 1872 году его зафрахтовала компания Aberdeen Line для перевозок между Великобританией и Порт-Филлипом, штат Виктория, через Кейптаун. Лондонская компания James Watt and Company переоборудовали пароход в одновинтовое судно с двухцилиндровым двигателем и тремя двухсторонними котлами. Первый рейс в Порт-Филлип состоялся в сентябре 1872 года. В 1874 году «Атрато» отплыл в Новую Зеландию, покинув Лондон 5 апреля и добравшись до Порт-Чалмерс 8 июня. 20 июня он бросил якорь в заливе Литтелтон.
В 1879 году «Атрато» купил Генри Т. Хорн из Сидкапа, графство Кент. В 1880 году пароход был продан Адамсону и Рональдсону из Рочестера и переименовал в «Рочестер». 25 июня 1884 года судно наскочило на скалу Стаг-Рок в заливе Спринг-Бэй в Патагонии и затонуло.

## Характеристики
- Длина: 340 футов (100 м)[8]
- Ширина: 52 фута (16 м)[8]
- Высота борта: 34 фута (10 м)[8]

### Комментарии
1. ↑  Названия кораблей RMSP соответствуют названиям рек. По-видимому, «Атрато» назван в честь реки в Колумбии.